# Kanchipuram

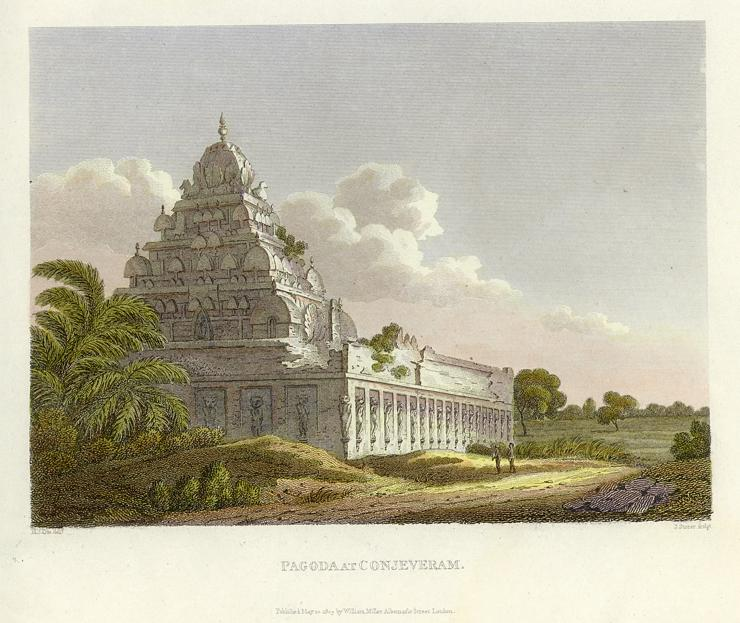
Świątynia w Kańci

Kanchipuram (Kańći tamil: காஞ்சிபுரம, hindi कांचीपुरम, trb. Kańćipuram, ang. Kanchipuram) – miasto w południowych Indiach, w stanie Tamilnadu, na południowy zachód od Ćennaj. Stolica dystryktu Kanchipuram. W roku 2001 zamieszkiwane przez 152 984 mieszkańców.
Kanchipuram znane jest przede wszystkim za sprawą swych wielkich świątyń, a zwłaszcza świątyni Ekambaranatha, jednego z pięciu najważniejszych sanktuariów śiwaickich, z których każdy przypisany jest jednemu z żywiołów, będących miejscem przebywania boga Śiwy:
- świątynia w Kańći (reprezentuje żywioł ziemi)
- świątynia w Ćidambaram (żywioł przestrzeni – akaśa
- Śri Kalahasti (powietrze)
- Thiruvanaikaval (woda)
- Tiruvannamalai (ogień)

Miasto słynie również z ręcznie tkanych jedwabnych sari.